# Begonia lyallii
Espèce
Synonymes
- Begonia lyallii var. grandiflora Keraudren[1]
- Begonia lyallii Aymonin & Bosser[2]
- Begonia lyallii Keraudren[2]

Begonia lyallii est une espèce de plantes de la famille des Begoniaceae.
L'espèce fait partie de la section Nerviplacentaria.
Elle a été décrite en 1859 par Alphonse Pyrame de Candolle (1806-1893).

## Répartition géographique
Cette espèce est originaire du pays suivant : Madagascar.

## Liste des variétés
Selon Tropicos (20 février 2017) (Attention liste brute contenant possiblement des synonymes) :
- variété Begonia lyallii var. grandiflora Keraudren
- variété Begonia lyallii var. lyallii
- variété Begonia lyallii var. pubescens Keraudren
- variété Begonia lyallii var. urschii Keraudren